# Boophis sibilans
Boophis sibilans is een kikker uit de familie gouden kikkers (Mantellidae). De soort werd voor het eerst wetenschappelijk beschreven door Frank Glaw en Burkhard Thiesmeier in 1993. De soort behoort tot het geslacht Boophis.

## Leefgebied
De kikker is endemisch in Madagaskar. De soort komt voor in de subtropische bossen van Madagaskar, zo ook in nationaal park Andasibe Mantadia, en leeft op een hoogte van ongeveer 900 meter boven zeeniveau.

## Beschrijving
Mannetjes hebben een gemiddelde lengte van 30 millimeter, de lengte van de vrouwtjes is niet bekend. De rug is groen met kleine witte vlekjes. De buik is wittig tot geel.

## Synoniemen
- Boophis albipunctatus sibilans Glaw & Thiesmeier, 1993